# Strecke 24

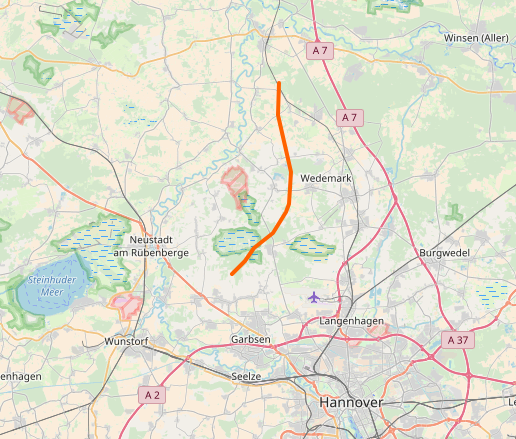
Lage der Strecke 24 nordwestlich von Hannover

Geplanter Verlauf einer Autobahn zwischen Schwarmstedt und Hildesheim auf einer Karte 1943

Die Strecke 24 ist ein historisches 35 km langes Autobahnprojekt der Reichsautobahn in der Provinz Hannover, jetzt Teil von Niedersachsen.
Mit dem Bau der vom Verein zur Vorbereitung der Autostraße Hansestädte–Frankfurt–Basel (HaFraBa) geplanten Strecke wurde 1938 begonnen, er wurde aber bereits wenige Jahre später eingestellt. Der Bau der Autobahn ist nirgendwo weit vorangeschritten, doch ihr Verlauf ist noch heute nachzuvollziehen. Einige Bauwerke stehen noch und Auffälligkeiten sind im Landschaftsbild vor Ort oder auf Luftbildern zu erkennen.

## Verlauf
Die Strecke 24 sollte ursprünglich in Höhe Westenholz bei der Raststelle Allertal vom heutigen Verlauf westlich an Hannover vorbeiführen (Karte).
Die Teilung der Autobahn in einen westlichen  und einen östlichen Ast wurde geplant, um sowohl Bremen im Westen, als auch Städte wie Braunschweig, Gifhorn, Salzgitter oder Wolfsburg im Osten zu erreichen, an denen der nicht ausgeführte östliche Ast vorbeiführen sollte. Sie sollte zuerst an Buchholz (Aller) vorbei laufen und dann über eine Brücke die heutige Straße Am Bahnhof, die Grindau und Hope (Lindwedel) verbindet, kreuzen. An der Stelle, wo noch bis 1995 die Widerlager standen, ist heute noch eine kurze sinnlos erscheinende Straßenausbuchtung der ansonsten schnurgeraden Straße zu erkennen (Karte).
Einige Meter weiter südwestlich befindet sich eine Grabenüberquerung über die Grindau, wo damals die Strecke geplant war (Karte).
Nach zwei weiteren Durchlässen kreuzt die Strecke die Straße In Rodenbostel zwischen Ibsingen und Rodenbostel (Karte). Dort standen bis in die 1960er Jahre ebenfalls Brückenpfeiler. Einzelne Dämme, deren Material den umliegenden Kieswerken entnommen worden war, sind auch auf der Strecke zu erkennen. Im Wald der Brelinger Berge folgen südlich einige Betonteile.
Nach einer Abzweigung nach Südwesten kann man auf Luftbildern zwischen Negenborn und Brelingen eine Schneise im Wald erkennen (Karte).
Schließlich folgt nördlich von Resse mit der Straße Schießplatz der einzige Teil, der tatsächlich als Straße zu erkennen ist (Karte).
Ab Ende dieser Straße wird der Verlauf über eine Länge von etwa 1,2 Kilometern bis zur westlichsten Siedlung Resses durch eine Folge von Moorseen markiert, die durch Zulaufen von Grundwasser in den Bodenaushub der Trasse entstanden sind (Karte).
Danach sind keine Anzeichen der Strecke 24 mehr zu finden, die noch bis zur heutigen A 2 in Garbsen fortgesetzt werden sollte.

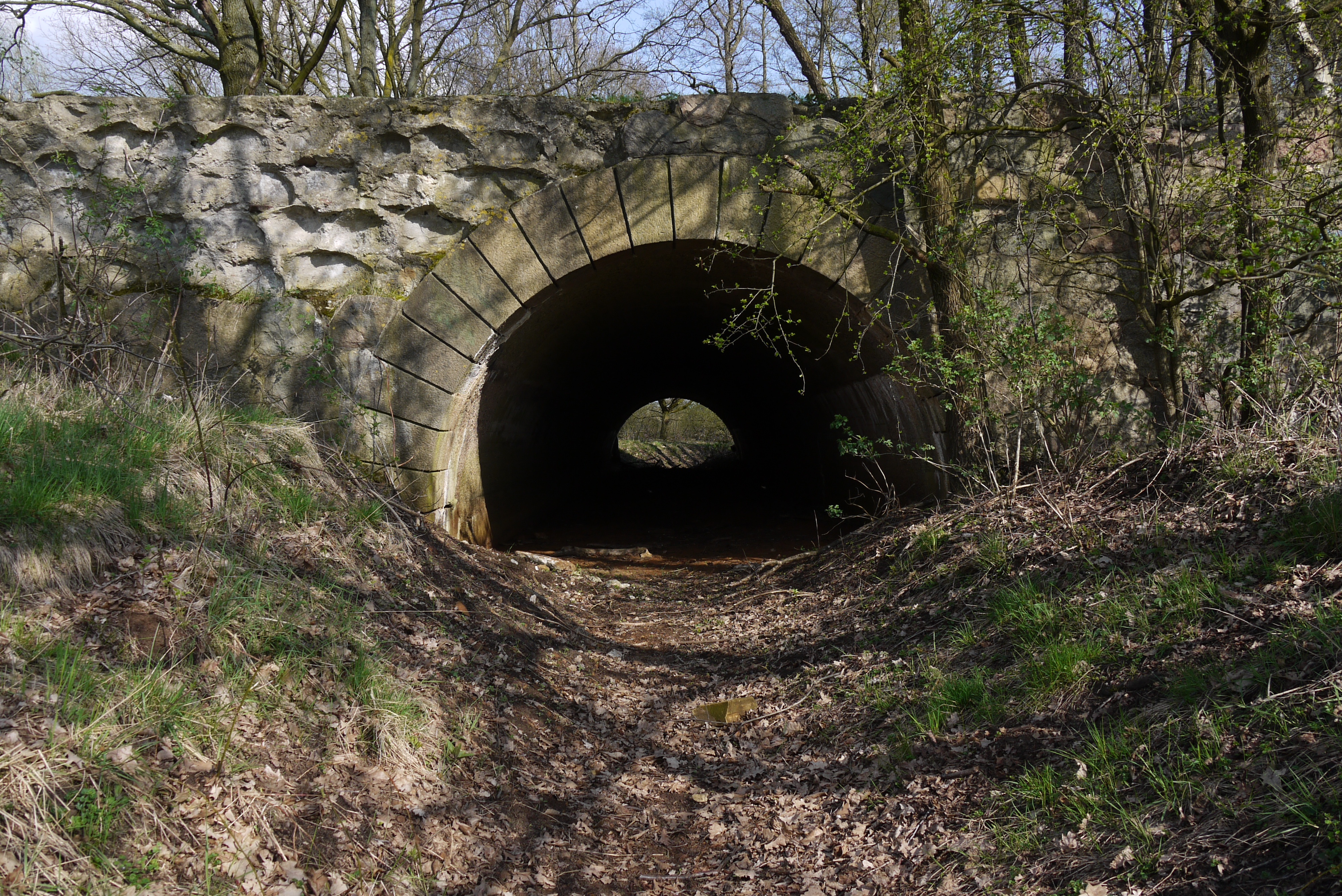
Durchlass der Grindau bei Hope
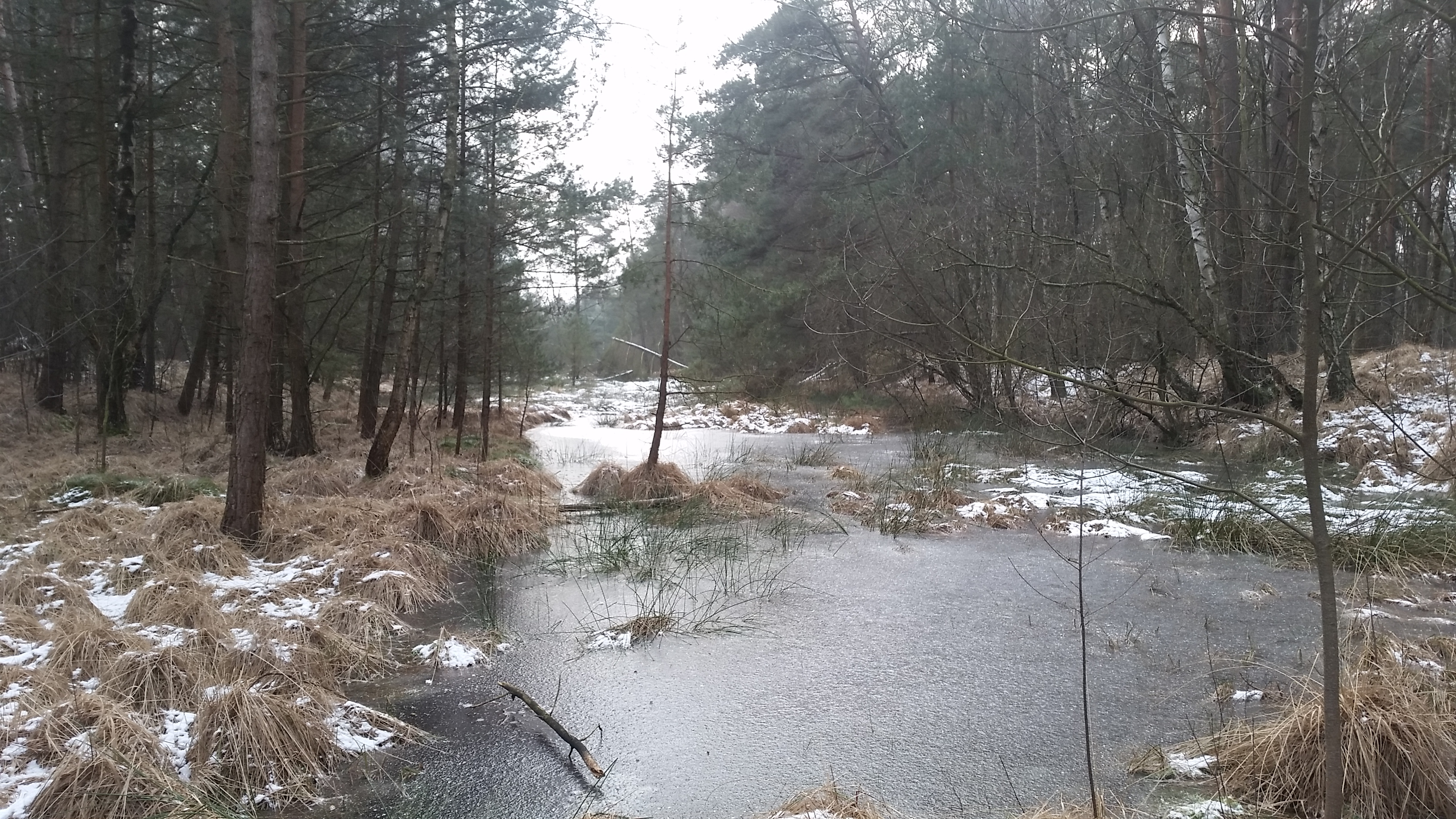
See in der Fahrbahntrasse nördlich von Resse
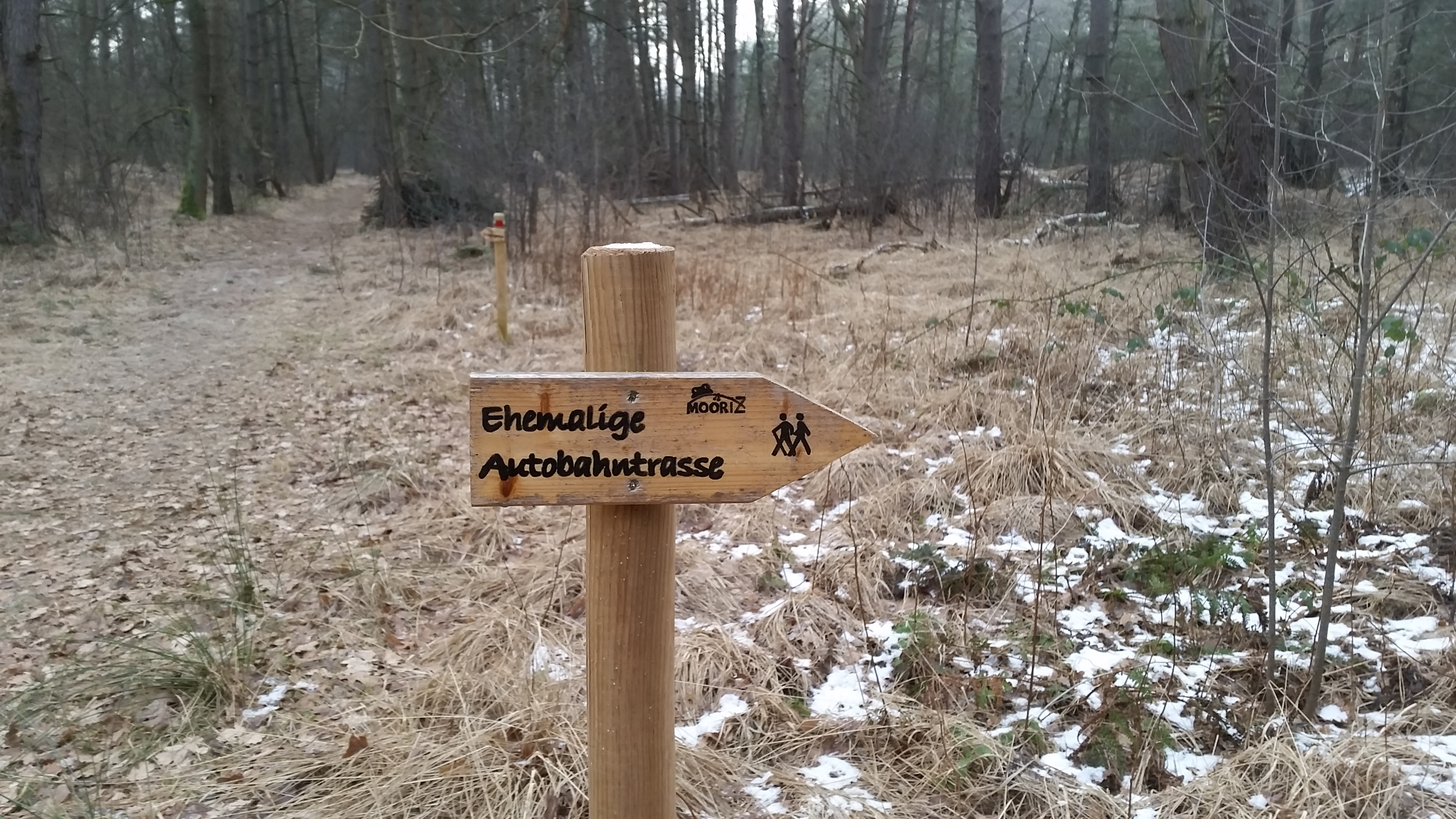
Hinweisschild auf die Autobahntrasse

## Panorama

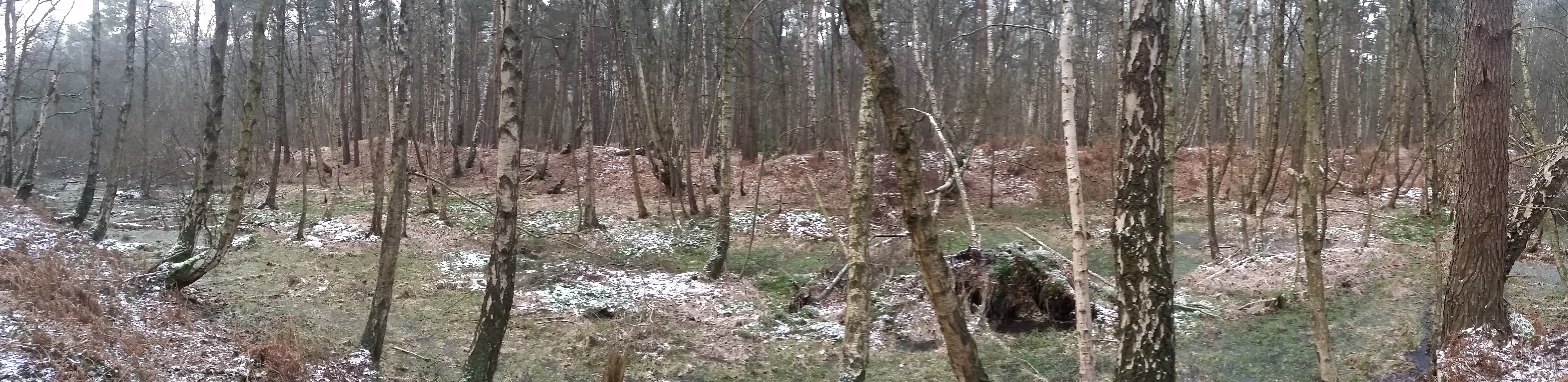
Überreste der Autobahntrasse in einem trockenliegenden Teil der Trasse bei Resse